# Stenopterus ater
Stenopterus ater là một loài bọ cánh cứng trong họ Cerambycidae.

## Hình ảnh

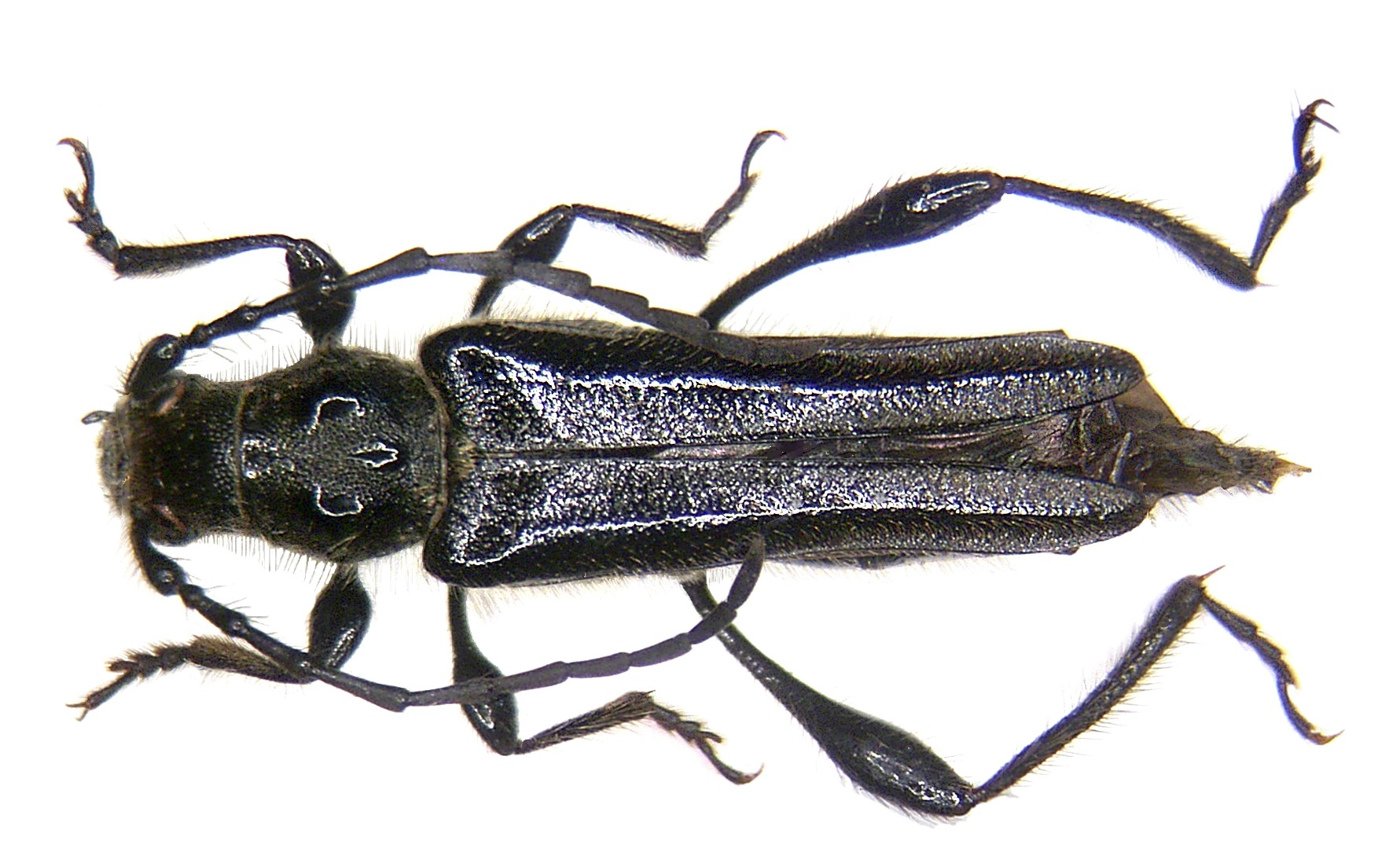